# زاکرس

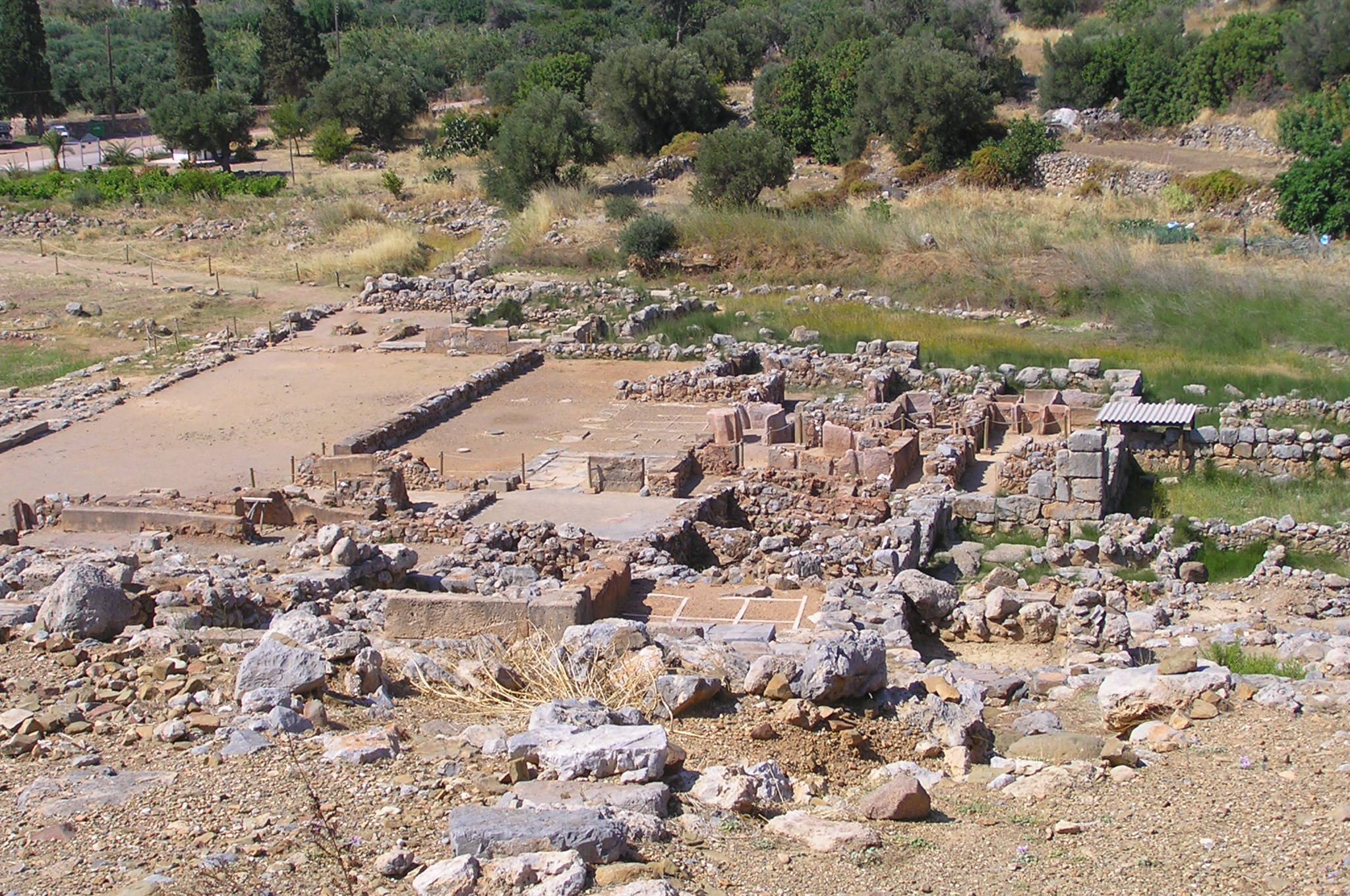
ویرانه‌های کاخ زاکرس.

زاکرُس (به یونانی: Ζάκρος) محلی باستانی مربوط به تمدن مینوسی واقع در شرق جزیره کرت یونان است. باستان‌شناسان به این محل، زاکرو و کاتو زاکرو هم می‌گویند. زاکرس یکی از چهار مرکز اصلی اداری مینوسی‌ها بوده‌است. لنگرگاه حفاظت‌شده و جایگاه راهبردی قرار گرفتن آن باعث شد تا از کانون‌های مهم بازرگانی در شرق جزیره کرت شود.
کاخ زاکرو که در حدود ۱۹۰۰ پیش از میلاد ساخته شده بر شهر زاکرس اشراف داشت؛ این کاخ در حدود ۱۶۰۰ پیش از میلاد نوسازی شد اما در حدود ۱۴۵۰ پیش از میلاد به همراه دیگر مراکز مهم تمدن مینوسی نابود شد. ویرانه‌های زیادی از کاخ زاکرو به‌جا مانده که امروزه مورد بازدید زیاد گردشگران قرار دارد.